# Silici 2D
El silicè és un al·lòtrop bidimensional de silici, amb una estructura de bresca hexagonal similar a la del grafè. Contràriament al grafè, el silici no és pla, sinó que té una topologia deformada periòdicament; l'acoblament entre capes en silici és molt més fort que en grafè multicapa; i la forma oxidada de silici, sílice 2D, té una estructura química molt diferent de l'òxid de grafè.

## Història
Tot i que els teòrics havien especulat sobre l'existència i les possibles propietats del silici autònom, els investigadors van observar per primera vegada estructures de silici que eren suggeridores de silici el 2010. Utilitzant un microscopi de túnel d'escaneig, van estudiar nanoribs de silici autoassemblats i làmines de silici dipositades sobre un cristall de plata, Ag (110) i Ag (111), amb resolució atòmica. Les imatges van revelar hexàgons en una estructura de bresca similar a la del grafè, que, tanmateix, es va demostrar que s'originaven a la superfície de plata imitant els hexàgons. Els càlculs de la teoria funcional de la densitat (DFT) van demostrar que els àtoms de silici tendeixen a formar aquestes estructures de bresca a la plata i adopten una lleugera curvatura que fa que la configuració semblant al grafè sigui més probable. Tanmateix, aquest model s'ha invalidat per a Si/Ag (110): la superfície Ag mostra una reconstrucció de fila que falta després de l'adsorció de Si i les estructures de bresca observades són artefactes de punta.
Això va ser seguit el 2013 pel descobriment de la reconstrucció de manuelles en silici que explica els mecanismes de formació de silici en capes i silici en Ag.

## Semblances i diferències amb el grafè

Primer pla d'un anell hexagonal de silicè amb estructura de sivella.

El silici i el carboni són àtoms semblants. Es troben a sobre i sota de l'altre en el mateix grup de la taula periòdica, i tots dos tenen una estructura electrònica s2p2. Les estructures 2D del silici i el grafè també són força similars, però ambdues tenen diferències importants. Tot i que tots dos formen estructures hexagonals, el grafè és completament pla, mentre que el silici forma una forma hexagonal amb sivella. La seva estructura de sivella proporciona al silici una banda bretxa ajustable mitjançant l'aplicació d'un camp elèctric extern. La reacció d'hidrogenació del silici és més exotèrmica que la del grafè. Una altra diferència és que com que els enllaços covalents del silici no tenen pi-stacking, el silici no s'agrupa en una forma semblant al grafit. La formació d'una estructura arrugada en silici a diferència de l'estructura plana del grafè s'ha atribuït a fortes distorsions de Pseudo Jahn-Teller que sorgeixen a causa de l'acoblament vibrònic entre estats electrònics buits i plens molt espaiats.
El silicè i el grafè tenen estructures electròniques semblants. Tots dos tenen un con de Dirac i una dispersió electrònica lineal al voltant dels punts de Dirac. Tots dos també tenen un efecte Hall de spin quàntic. S'espera que tots dos tinguin les característiques dels fermions de Dirac sense massa que porten càrrega, però això només es preveu per al silici i no s'ha observat, probablement perquè s'espera que només es produeixi amb silici autònom que no s'ha sintetitzat. Es creu que el substrat sobre el qual es fa el silici té un efecte substancial en les seves propietats electròniques.

## Banda prohibida
Els primers estudis del silici van demostrar que diferents dopants dins de l'estructura del silici proporcionen la capacitat d'ajustar la seva banda bretxa. Molt recentment, la bretxa de banda en el silici epitaxial ha estat ajustada per adatoms d'oxigen des del tipus zero-gap fins al tipus semiconductor. Amb un interval de banda ajustable, es podrien fabricar components electrònics específics per encàrrec per a aplicacions que requereixin intervals de banda específics. La bretxa de banda es pot reduir a 0,1 eV, que és considerablement menor que la bretxa de banda (0,4 eV) que es troba als transistors d'efecte de camp (FET) tradicionals.

## Propietats
El silici 2D no és del tot pla, aparentment presenta distorsions com una cadira als anells. Això condueix a ondulacions superficials ordenades. La hidrogenació dels silicènes a silicans és exotèrmica. Això va conduir a la predicció que el procés de conversió de silici en silici (silici hidrogenat) és un candidat per a l'emmagatzematge d'hidrogen. A diferència del grafit, que consisteix en piles febles de capes de grafè mitjançant forces de dispersió, l'acoblament entre capes en silicines és molt fort.
El pandeig de l'estructura hexagonal del silici és causat per la pseudo distorsió de Jahn-Teller (PJT). Això és causat per un fort acoblament vibrònic d'orbitals moleculars desocupats (UMO) i orbitals moleculars ocupats (OMO). Aquests orbitals són prou propers en energia per provocar la distorsió de les configuracions d'alta simetria del silici. L'estructura de sivella es pot aplanar suprimint la distorsió PJT augmentant la bretxa d'energia entre l'UMO i l'OMO. Això es pot fer afegint un ió de liti.